# Аристарховский переулок
Ариста́рховский переу́лок (в 1922—1925 — Храпуно́в переулок, ранее — Гря́зный переулок) — переулок в Центральном административном округе города Москвы на территории Таганского района. Пролегает с северо-запада на юго-восток и соединяет улицу Земляной Вал, входящую в состав Садового кольца, и Большой Дровяной переулок. Нумерация домов начинается от улицы Земляной Вал.

## Происхождение названия
Название дано 17 декабря 1925 года в честь рабочего С. П. Аристархова, члена Совета рабочих депутатов Рогожско-Симоновского района. Ранее (с 7 июня 1922 года) носил название Храпунов переулок, до этого — Грязный переулок — по его «неблагоустройству и долгому незамощению».

## Здания и сооружения
По нечётной стороне:
- № 3 — доходный дом (1903, архитектор Л. В. Стеженский)[1]
- № 7/13 стр. 1 и 3 — единственный охраняемый памятник в переулке — городская усадьба Татарниковых, XIX века. Основные постройки 1894—1895 по проекту Э. С. Юдицкого[4]
- № 7 — двухэтажная застройка XIX века

По чётной стороне:
- № 4/1 — четырёхэтажный доходный дом на углу Известкового переулка (1903, архитектор В. А. Властов) Полностью снесён в 2010 г. На его месте выстроен новодел большей этажности.
- № 6 — в 2007 участок расчищен под новое строительство; от застройки остался только полутораэтажный фасад строения, примыкавшего к дому 4/1
- № 8/9 — двухэтажная застройка XIX века
- № 10/36 — жилой дом. Здесь жил Г. А. Вартанян[5]

## Транспорт
- Станции метро:

«Таганская» (Кольцевая линия)
«Таганская» (Таганско-Краснопресненская линия)
«Марксистская»